# Belezna, Zala
Belezna  este un sat în districtul Nagykanizsa, județul Zala, Ungaria, având o populație de 769 de locuitori (2011). 

## Demografie
Componența etnică a satului Belezna
     Maghiari (95,11%)
     Romi (2,09%)
     Croați (1,82%)
     Alții (0,98%)
Componența confesională a satului Belezna
     Romano-catolici (74,77%)
     Fără religie (3,51%)
     Luterani (1,95%)
     Reformați (1,04%)
     Necunoscută (18,73%)
Conform recensământului din 2011, satul Belezna avea 769 de locuitori. Din punct de vedere etnic, majoritatea locuitorilor (95,11%) erau maghiari, existând și minorități de romi (2,09%) și croați (1,82%).  Din punct de vedere confesional, majoritatea locuitorilor (74,77%) erau romano-catolici, existând și minorități de persoane fără religie (3,51%), luterani (1,95%) și reformați (1,04%). Pentru 18,73% din locuitori nu este cunoscută apartenența confesională.